# Charonosaurus
Charonosaurus é um gênero de dinossauro cujos fósseis foram descobertos por Godefroit, Zan & Jin em 2000 na margem sul do rio Amur, dividindo a China da Rússia.

## Descrição

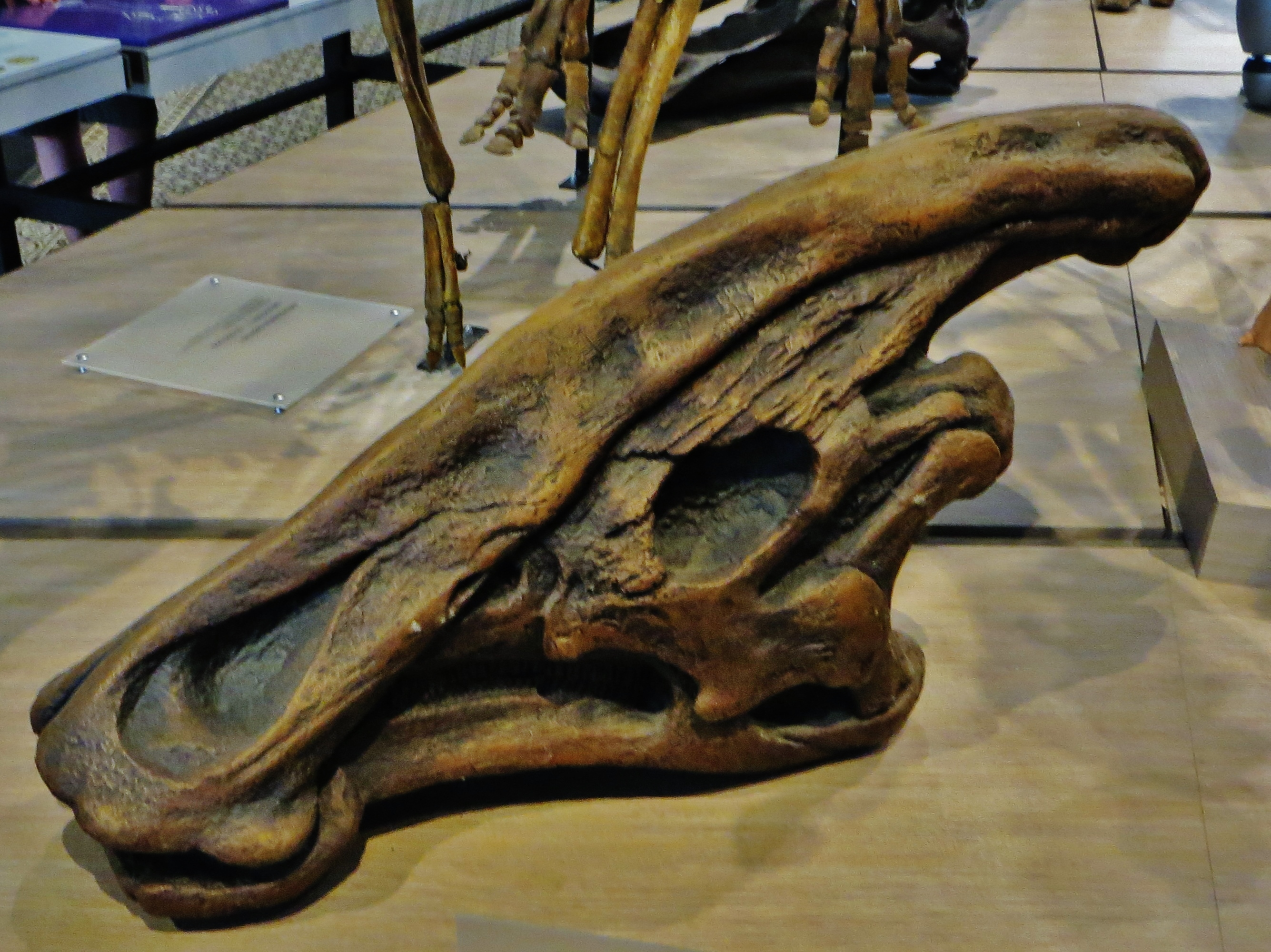
Fóssil do crânio

Charonosaurus é um hadrossauro lambeossaurídeo recentemente descoberto. Somente parte do seu crânio, com a crista decepada, foi encontrada. É o segundo maior hadrossauro asiático (estimado em torno de 10 m (33 ft) long), seguido pelo shantungossauro. Assemelha-se ao parassaurolofo, porém é maior e sua crista é mais comprida. Outra diferença está na disposição das vértebras lombares, diferentes de seu parente próximo. A crista era usada como amplificadora dos sons que emitia, e deveria dar suporte a uma prega de pele que se estendia da ponta da crista até a base da nuca.
O bico, como da maioria dos hadrossauros, era chato e desdentado, usado para recolher a vegetação aquática. As narinas ficavam pouco acima deste último, e eram dotadas dum olfato apurado. As pernas dianteiras eram mais curtas que as traseiras, mais fortes e robustas, bastante musculosas. Podia caminhar sobre duas (ficava inclinado) ou as quatro patas. A cauda era comprida e musculosa, usada como contrapeso enquanto corria.